# Jardín Botánico Canario Viera y Clavijo
Pour les articles homonymes, voir Clavijo (homonymie).
Le Jardín Botánico Canario Viera y Clavijo, également connu sous le nom de Jardín Canario, est un jardin botanique situé sur l’île espagnole de Grande Canarie. Il a été nommé en l'honneur de José de Viera y Clavijo (es), naturaliste canarien du XVIIIe siècle, ami de l'éminent botaniste Antonio José Cavanilles et pionnier des sciences de la nature dans l'archipel. Il est principalement consacré aux fleurs et aux plantes endémiques des sept îles des Canaries, et comprend également des espèces des îles appartenant à la zone connue sous le nom d'« îles macaronésiennes », qui comprend les îles de Madère, des Açores et du Cap-Vert. Il est géré par le département de l'environnement et des urgences du Cabildo de Grande Canarie.

## Localisation
Plus grand jardin botanique d'Espagne, d'une superficie de 27 hectares, il est situé sur l'île de Grande Canarie, dans la municipalité de Las Palmas de Grande Canarie, et est très proche de la municipalité de Santa Brígida.
La majeure partie du jardin botanique est située sur des terrasses du côté du « Barranco de Guiniguada ». Il est traversé par deux ponts historiques, en mémoire de ceux qui existaient dans la ville de Las Palmas de Gran Canaria, le Puente de Piedra et le Puente de Palo (aujourd'hui disparu) avec lesquels on accède aux zones plates. Des chemins carrelés mènent aux grottes et aux cascades que l'on y trouve et qui sont faciles à parcourir pour ceux qui n'ont pas de problèmes de mobilité.

## Histoire
Le jardin botanique Viera y Clavijo a été fondé en 1952 par Don Matías Vega Guerra (es), président du Cabildo, qui a réalisé le rêve du botaniste suédois Eric Sventenius, lequel est resté le directeur du jardin jusqu'à sa mort dans un accident de la route en 1973. Le but de sa fondation était de préserver et de protéger la flore endémique des îles Canaries.
En août 1974, le David Bramwell est nommé deuxième directeur du Jardin. Cette nomination marque le début d'une nouvelle phase au cours de laquelle le jardin botanique  est consolidé en tant que centre de conservation, de recherche et d'éducation environnementale. De nouveaux laboratoires, un herbier et une bibliothèque sont construits. Une pépinière est également créée, pour conserver les collections de plantes vivantes.
Le jardin canarien a célébré son 60e anniversaire en 2012. Aujourd'hui, les collections de plantes ont considérablement augmenté depuis la fondation du Jardin, avec des spécimens provenant des quatre coins de la planète. En outre, le Jardin est devenu un lieu important de rencontres et de congrès internationaux, ainsi qu'un centre de recherche sur la flore des îles. C'est également un lieu de conservation des espèces végétales menacées, et un modèle pour l'éducation à l'environnement et la conservation de la flore endémique.

## Collections
Situées sur des terrasses et prospérant dans leur habitat naturel, chaque espèce a sa propre zone délimitée. Une fois l'entrée principale franchie, on trouve quelques spécimens de la forêt de lauriers (es) (arbres à baies de laurier ou « perroquets »), qui constituait le couvert forestier originel des îles à l'époque préhispanique, mais qui a été complètement détruite lors de la colonisation.
En entrant par le « Camino de los Dragos », on arrive à la « Plaza de las Palmeras », où l'on trouve toutes les espèces de palmiers qui poussent sur les îles de l'archipel. Parmi les autres espèces, on trouve également des spécimens de Pins des Canaries, de Dragonniers des Canaries, de bruyères, et plus de 10 000 espèces de plantes grasses du monde entier. La flore des îles comprend la plupart des espèces menacées parmi les quelque 600 espèces endémiques de l'archipel.
D'autres collections du parc se trouvent au « Jardin des îles », dans lequel une prairie centrale abrite différentes espèces qui s'épanouissent en groupes, selon l'île dont elles sont originaires, et au « Jardin ornemental macaronésien », où sont regroupées les plantes menacées des archipels macaronésiens.
Le « Jardin caché » est une petite serre à fort taux d'humidité qui reproduit un biotope tropical. L'intérieur comprend une grotte où jaillit un ruisseau. On y trouve des roseaux, des papyrus, des bambous et diverses espèces de fougères. On y trouve également une collection de bonsaïs faits à partir de plantes canariennes, et quelques curiosités comme des orangers et des bananiers nains.
Le « Jardin du monde » a été inauguré le 15 décembre 2002 par le président du gouvernement des Canaries, Román Rodríguez, dans le cadre des commémorations du 50e anniversaire du Jardin botanique, et une sculpture d'Ana Luisa Benítez a également été inaugurée sur la Plaza de los Nenúfares en hommage à Eric Sventenius (es), promoteur du jardin. Ce nouvel espace du jardin comprend cinq zones différentes correspondant à chacun des continents de la planète, avec les espèces les plus représentatives de chacun d'eux. Elle comprend également la zone des lacs et une cascade avec un certain air de jardin japonais. En bordure des lacs se trouve une série d'espèces endémiques des îles Canaries, en voie d'extinction ou menacées.
Dans la zone centrale du jardin, un monument, la « Fontaine des Sages », a été construit pour rendre hommage aux naturalistes qui ont contribué par leurs travaux à la connaissance de la nature et de la flore des îles Canaries. La fontaine en basalte et en bronze inclut une série de médaillons gravés des visages de Bornmüller, Pitard-Briau, Bolle, Broussonet, Barker Webb, Burchard (es), Christ, Smith, Berthelot et Masferrer (es), botanistes des XVIIIe et XIXe siècles.

## Équipements
Ces dernières années, un grand nombre de nouvelles espèces végétales ont été découvertes et classées, notamment de la flore des îles, ce qui a grandement contribué à la connaissance du patrimoine.
Le Jardin botanique Viera y Clavijo mène à bien différentes lignes de recherche visant à la connaissance scientifique de la flore exclusive de l'archipel (palynologie, cytogénétique, chorologie, cultures in vitro, banque de germoplasmes, biologie de la reproduction, biologie moléculaire, etc.)
Le centre édite la revue Botánica Macaronésica dans laquelle sont publiés tous les travaux de recherche générés au centre.

## Vues du jardin

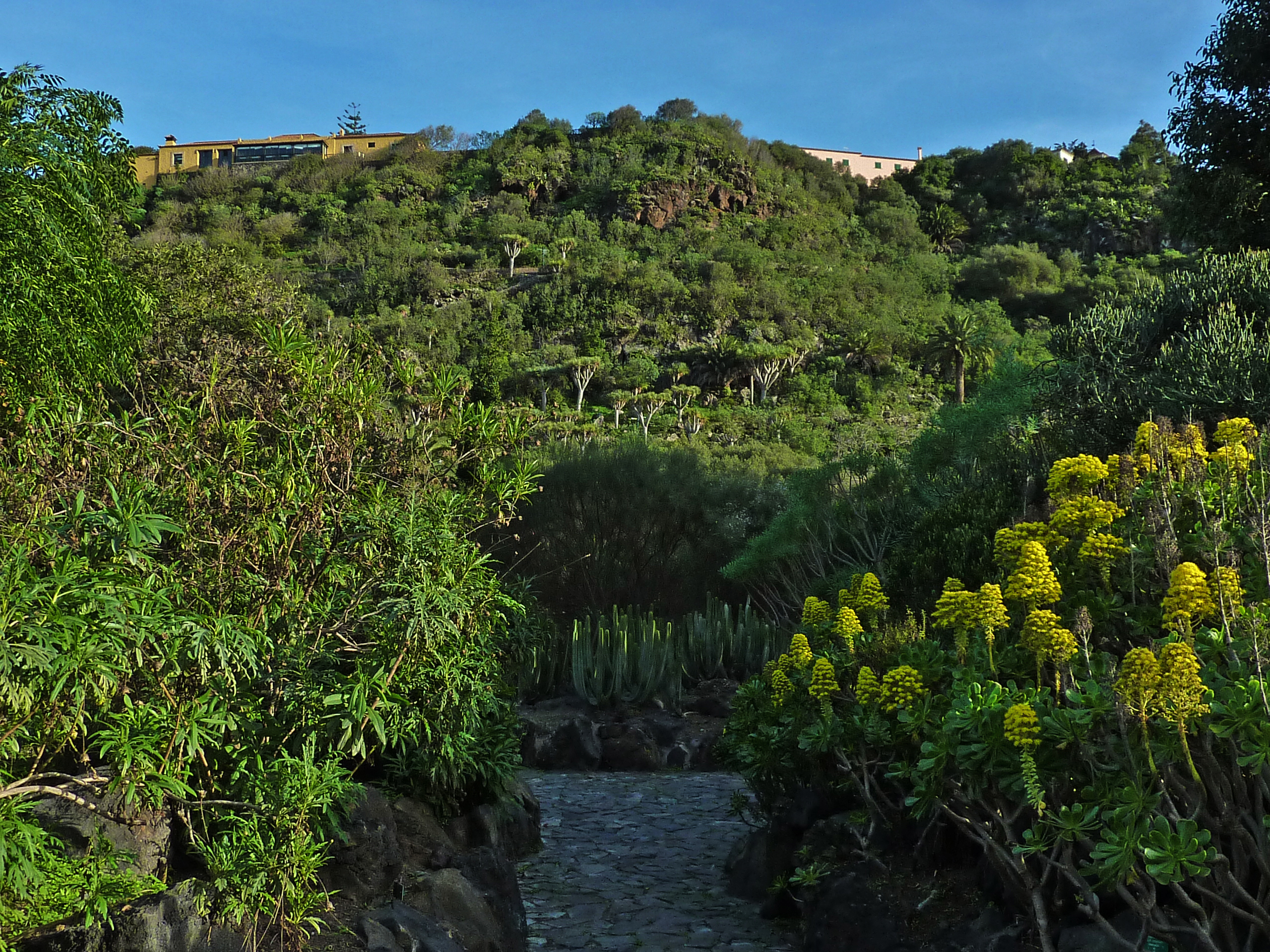
Vue d'ensemble.
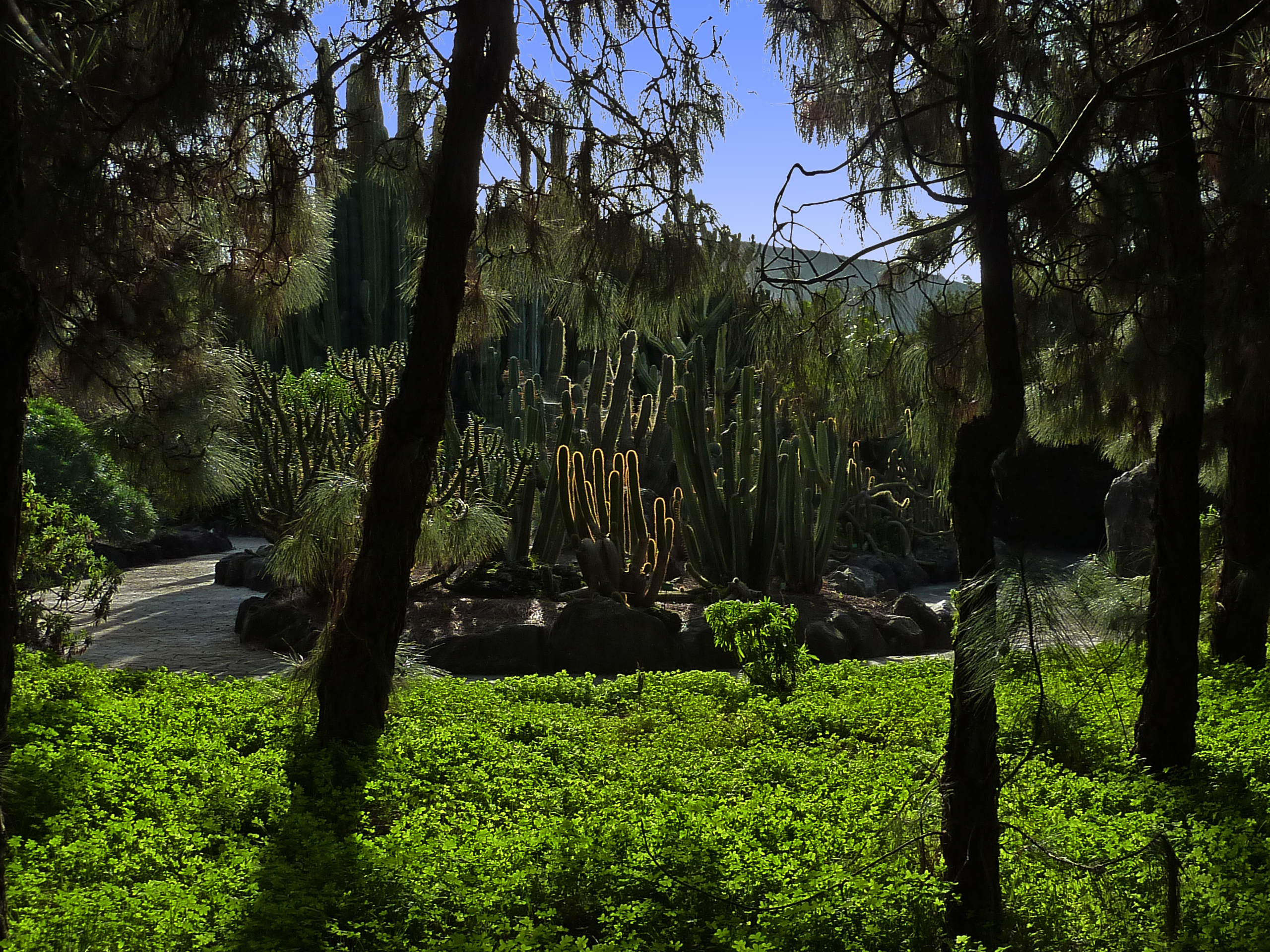
Cactus et euphorbes vues depuis la pinède.
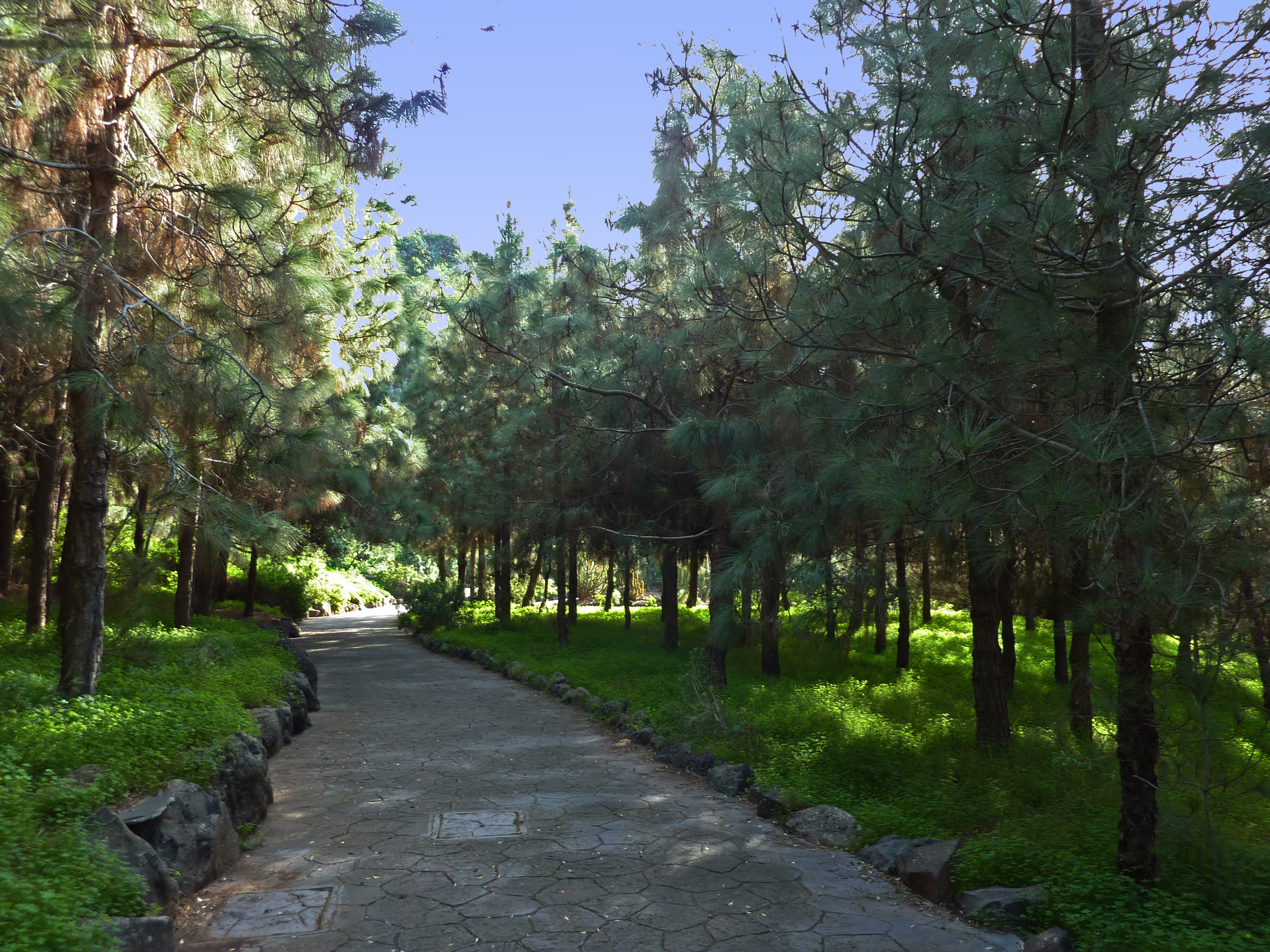
La pinède.
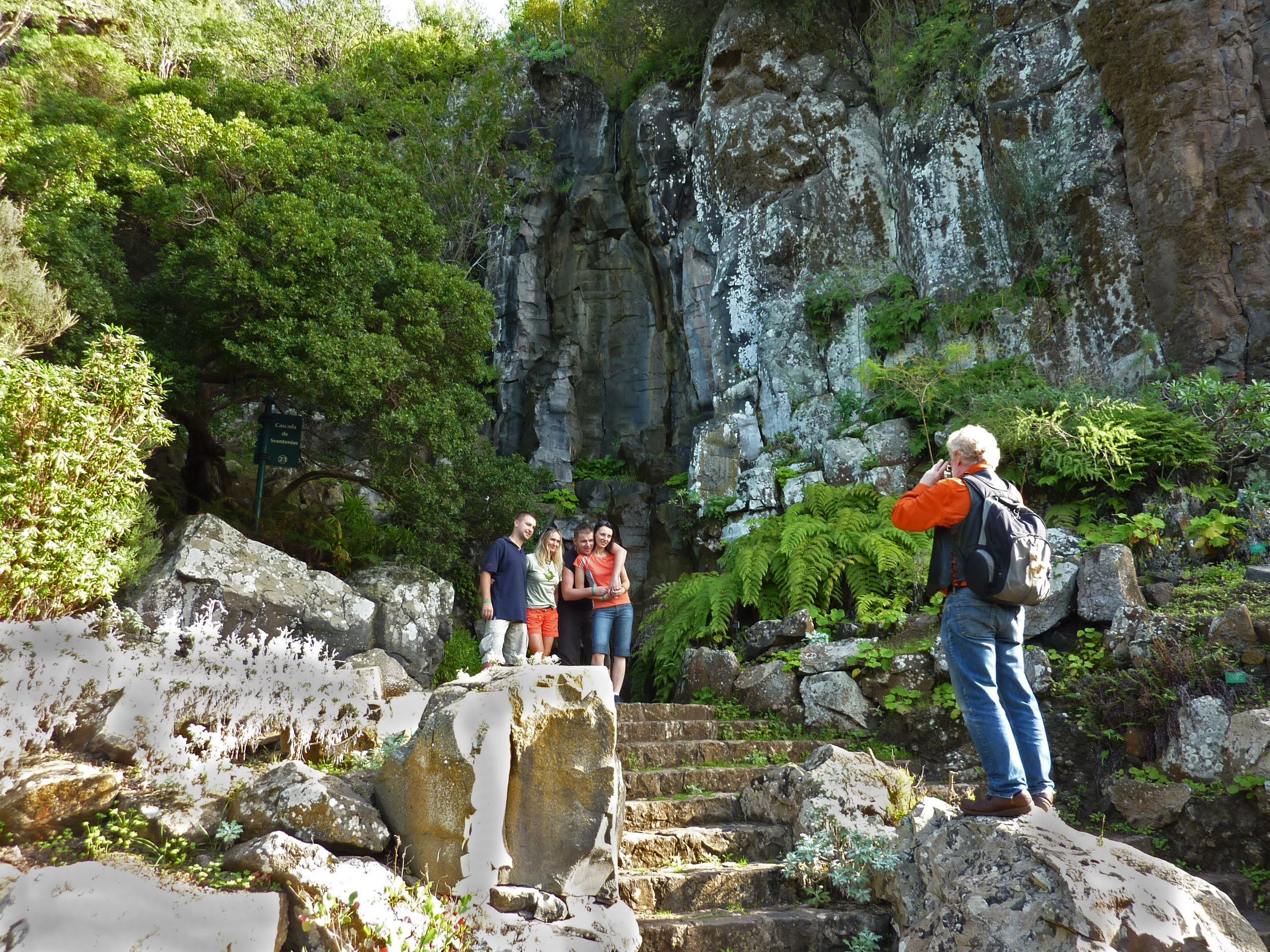
La cascade.
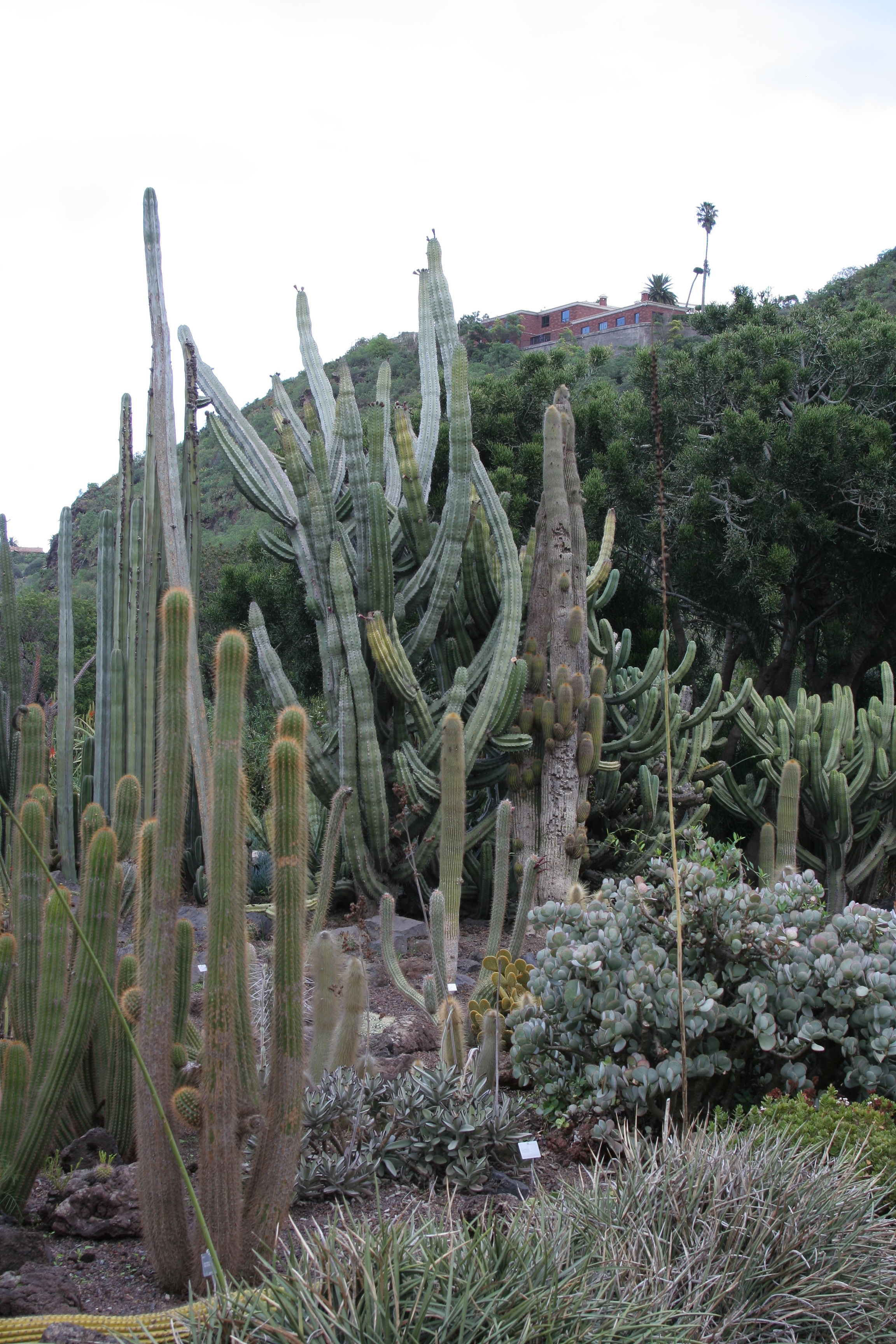
Le jardín de cactus et de plantes succulentes.
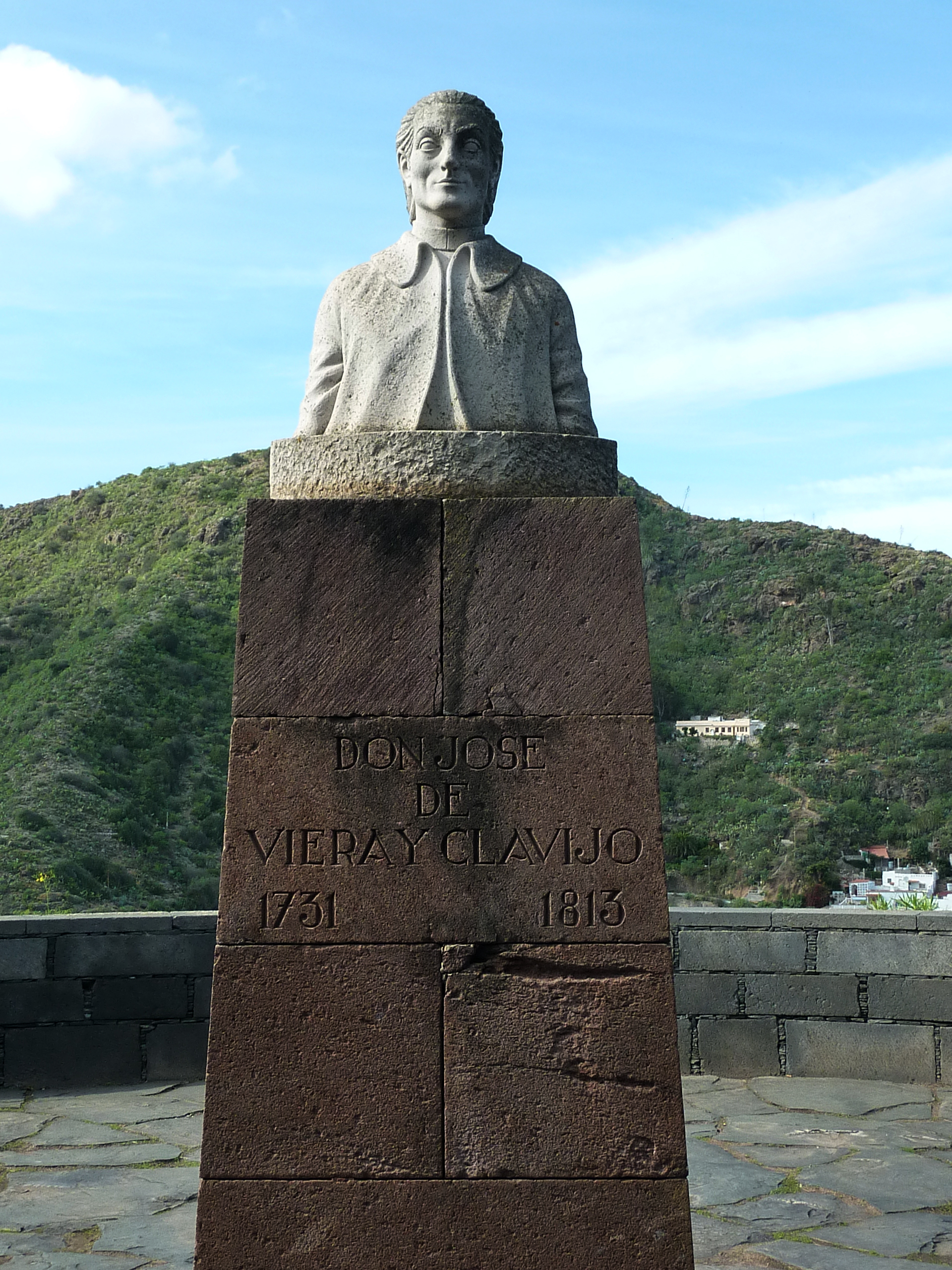
Buste de José de Viera y Clavijo (es).
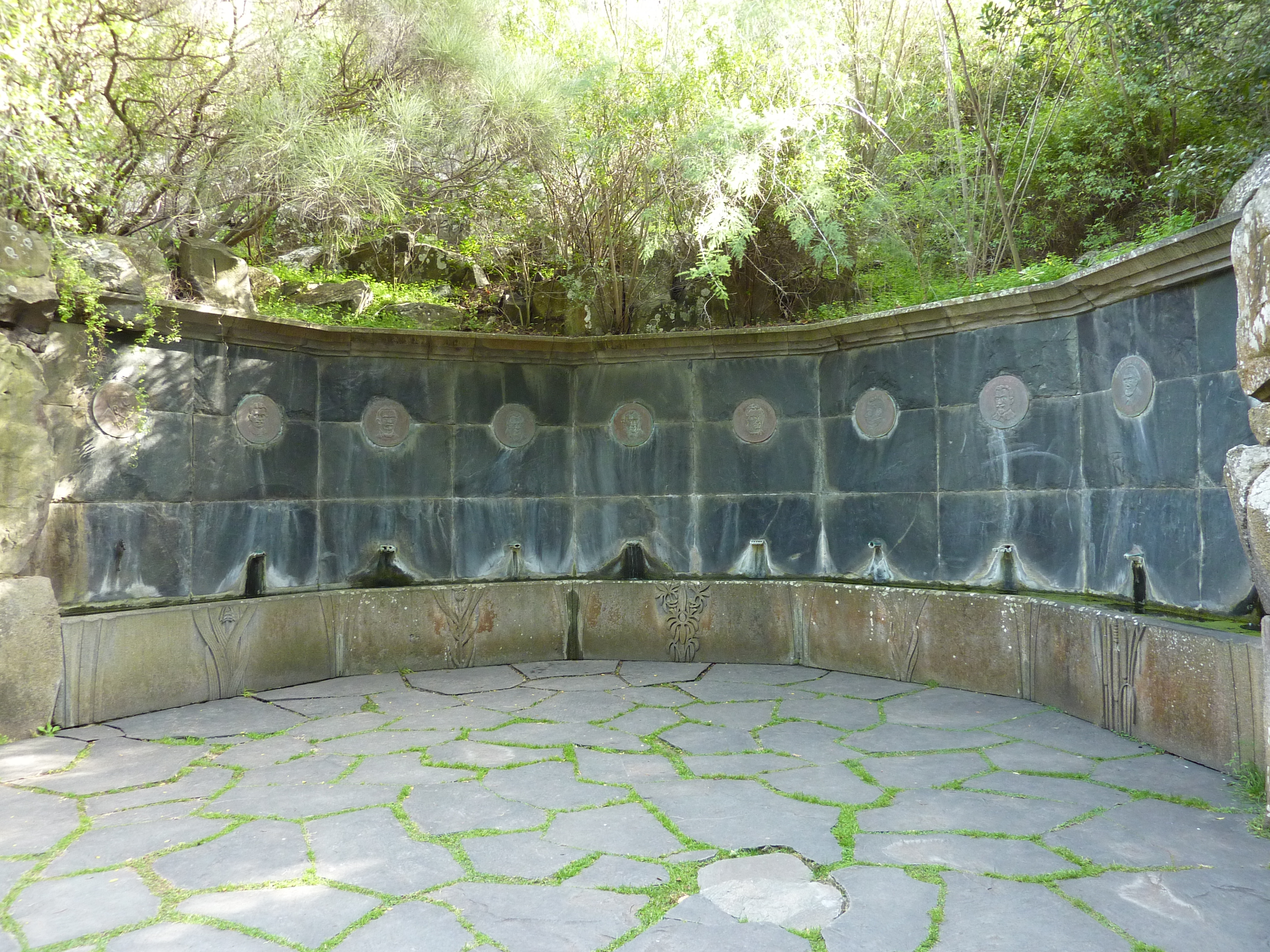
Fontaine des Sages.
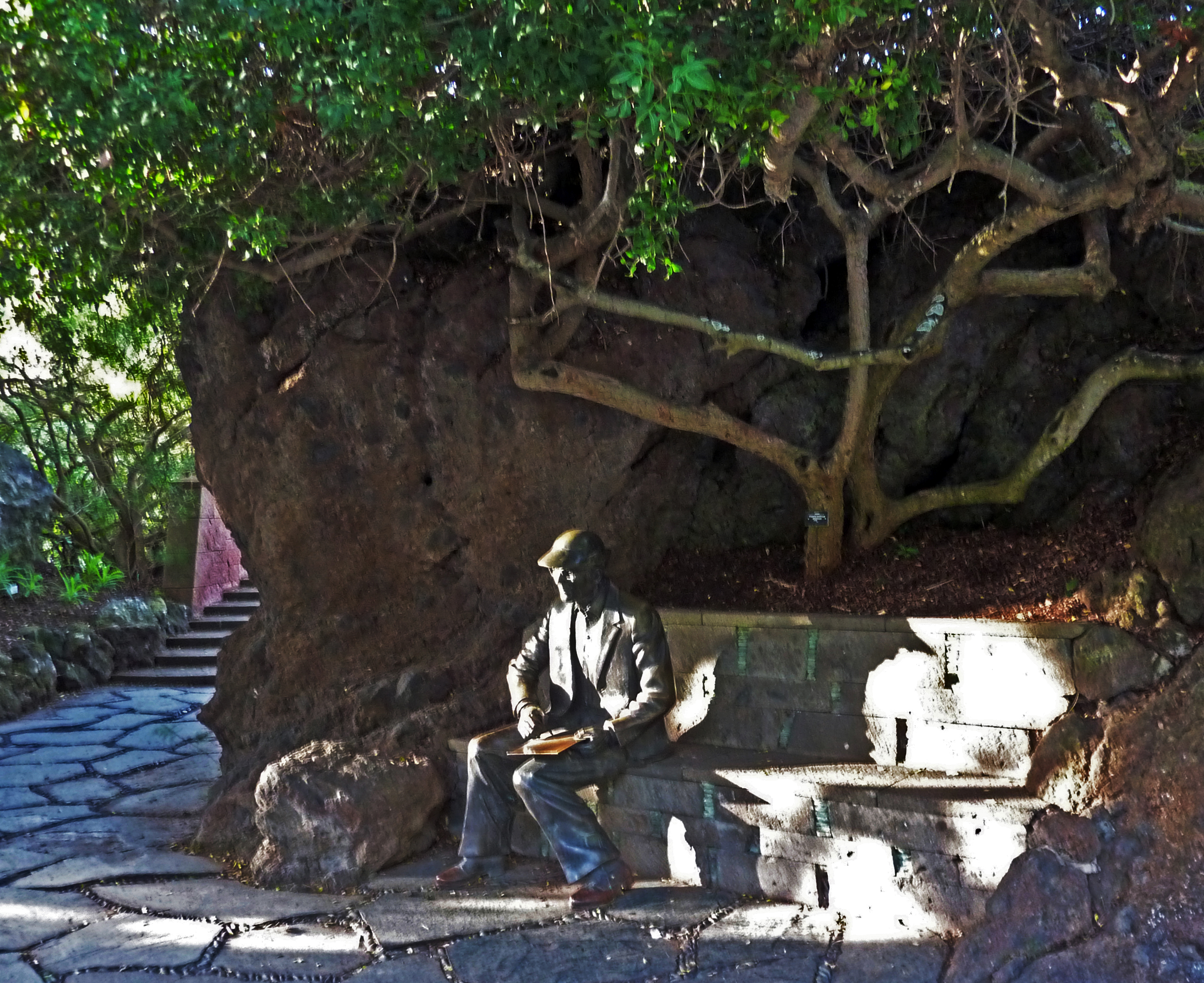
Statue de Eric Sventenius (es).